# Дублін Тауншип (округ Фултон, Пенсільванія)
Дублін Тауншип (англ. Dublin Township) — селище (англ. township) в США, в окрузі Фултон штату Пенсільванія. Населення — 1193 особи (2020).

## Демографія
Згідно з переписом 2010 року, у селищі мешкали 1264 особи в 519 домогосподарствах у складі 365 родин. Було 616 помешкань
Расовий склад населення:
| - 99,1 % — білих - 0,3 % — корінних американців |

До двох чи більше рас належало 0,6 %. Частка іспаномовних становила 0,0 % від усіх жителів.
За віковим діапазоном населення розподілялося таким чином: 23,1 % — особи молодші 18 років, 57,1 % — особи у віці 18—64 років, 19,8 % — особи у віці 65 років та старші. Медіана віку мешканця становила 43,5 року. На 100 осіб жіночої статі у селищі припадало 90,6 чоловіків;  на 100 жінок у віці від 18 років та старших — 91,0 чоловіків також старших 18 років.
Середній дохід на одне домашнє господарство  становив 51 966 доларів США (медіана — 48 625), а середній дохід на одну сім'ю — 62 444 долари (медіана — 58 409). Медіана доходів становила 36 815 доларів для чоловіків та 28 947 доларів для жінок. За межею бідності перебувало 12,6 % осіб, у тому числі 13,8 % дітей у віці до 18 років та 9,4 % осіб у віці 65 років та старших.
Цивільне працевлаштоване населення становило 599 осіб. Основні галузі зайнятості: виробництво — 20,9 %, освіта, охорона здоров'я та соціальна допомога — 16,4 %, будівництво — 15,4 %.